# Furchenfüßer
Die Furchenfüßer (Solenogastres, Synonym: Neomeniomorpha) sind eine Teilgruppe der Wurmmollusken, zu der etwa 180 Arten gehören. Die Tiere leben entweder grabend im Sediment oder gleitend auf dem Meeresboden, viele Arten besiedeln auch Korallen und Hydrozoen. Sie können dabei in Tiefen bis zu 4000 Meter vorkommen. Die meisten Angehörigen dieser Gruppe sind kleine, häufig nur wenige Millimeter lange Tiere. Wenige Ausnahmen können bis zu 30 cm lang werden.
Die wurmförmigen Tiere besitzen an der Bauchseite eine Furche, die bei wenigen Arten ein Rudiment des ehemaligen Fußes enthält. In bestimmten Drüsenzellen dieser Furche wird ein Schleim produziert, auf dem die Tiere mit der bewimperten Oberfläche der Furche über das Substrat gleiten können.
Ihre Nahrung nehmen die meisten Arten direkt vom Substrat auf, indem sie die Beute mit ihrer zweizeiligen Radula packen und dann fressen. Eine Reihe anderer Arten saugt an Hydroidpolypen und hat dafür ein spezielles Pumpsystem entwickelt. Etwa ein Drittel der Arten besitzt keine Radula.
Solenogastres sind Zwitter, wobei sie im Laufe ihrer eigenen Entwicklung ihr funktionelles Geschlecht ändern. Junge Tiere fungieren als Männchen und befruchten die älteren funktionellen Weibchen mit Hilfe ihrer als Penes ausgestülpten Laichgänge. Die gleichen Strukturen enthalten bei den Weibchen die Eier. Kalknadeln der Mantelwand sollen als Liebespfeile stimulierend wirken. Der befruchtete Laich wird in das Wasser abgegeben und entwickelt sich zu einer Hüllglockenlarve, die sich später streckt und die Form der erwachsenen Tiere annimmt.